# Genysa
Genysa is een geslacht van spinnen uit de familie van de valdeurspinnen (Idiopidae).

## Soorten
- Genysa bicalcarata Simon, 1889
- Genysa decorsei (Simon, 1902)